# Gruppo del Goldberg
Il Gruppo del Goldberg (in tedesco Goldberggruppe) è un gruppo montuoso degli Alti Tauri. Si trova in Austria (Salisburghese e Carinzia).

## Classificazione

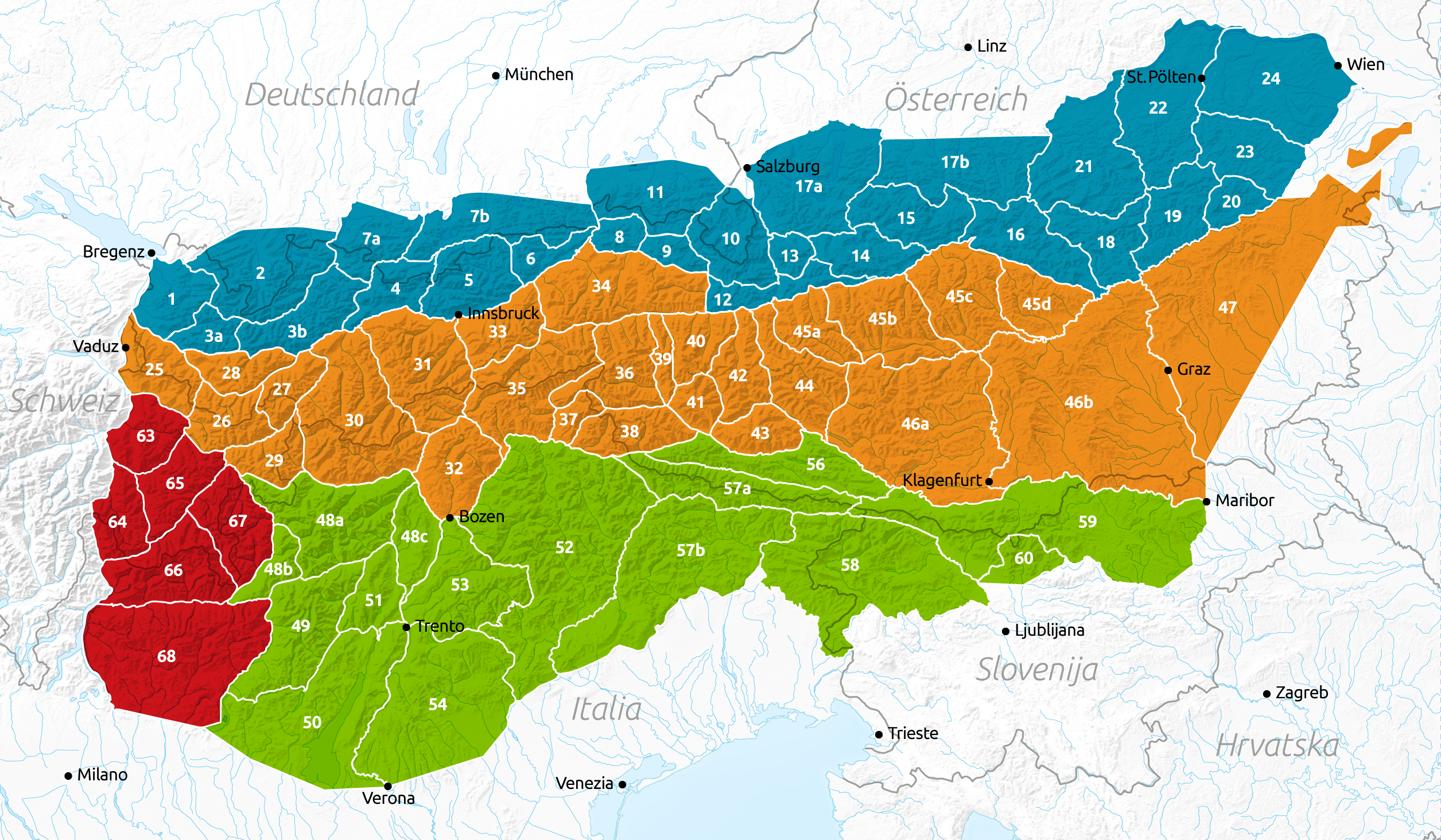
Il Gruppo del Goldberg secondo l'AVE è individuato dal numero 42.

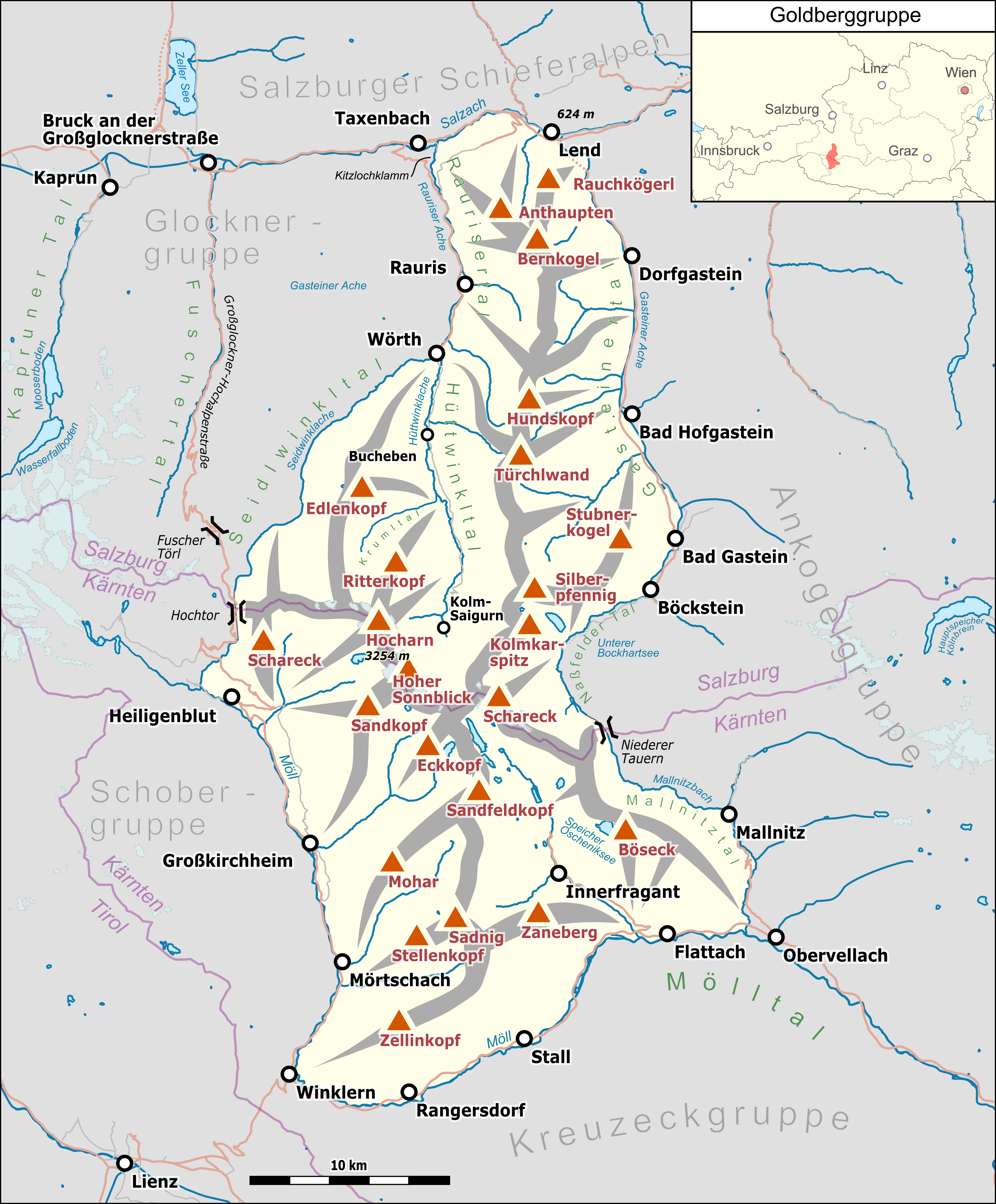
Cartina dettagliata del gruppo montuoso.

Secondo la SOIUSA il Gruppo del Goldberg è un supergruppo alpino con la seguente classificazione:
- Grande Parte = Alpi Orientali
- Grande Settore = Alpi Centro-orientali
- Sezione = Alpi dei Tauri occidentali
- Sottosezione = Alti Tauri
- Supergruppo = Gruppo del Goldberg
- Codice = II/A-17.II-E.

Secondo l'AVE costituisce il gruppo n. 42 di 75 nelle Alpi Orientali.

## Suddivisione
Secondo la SOIUSA il Gruppo del Goldberg è suddiviso in due gruppi e cinque sottogruppi:
- Gruppo del Sonnblick (11)
  - Catena Hocharn-Schareck (11.a)
  - Catena del Mannlkogel (11.b)
  - Catena Silberpfennig-Türchlwand (11.c)
  - Catena del Sandfeld (11.d)
  - Catena del Feldsee (11.e)
- Gruppo del Sadnig (12)

## Vette
Le vette principali sono:
- Hocharn - 3.254 m
- Schareck - 3.123 m
- Grieswies-Schwarzkogel - 3.116 m
- Hoher Sonnblick - 3.106 m
- Baumbachspitze - 3.105 m
- Krumlkeeskopf - 3.101 m
- Roter Mann - 3.097 m
- Sandkopf - 3.090 m
- Arlthöhe - 3.084 m
- Goldbergspitze - 3.073 m